# たぬきケーキ

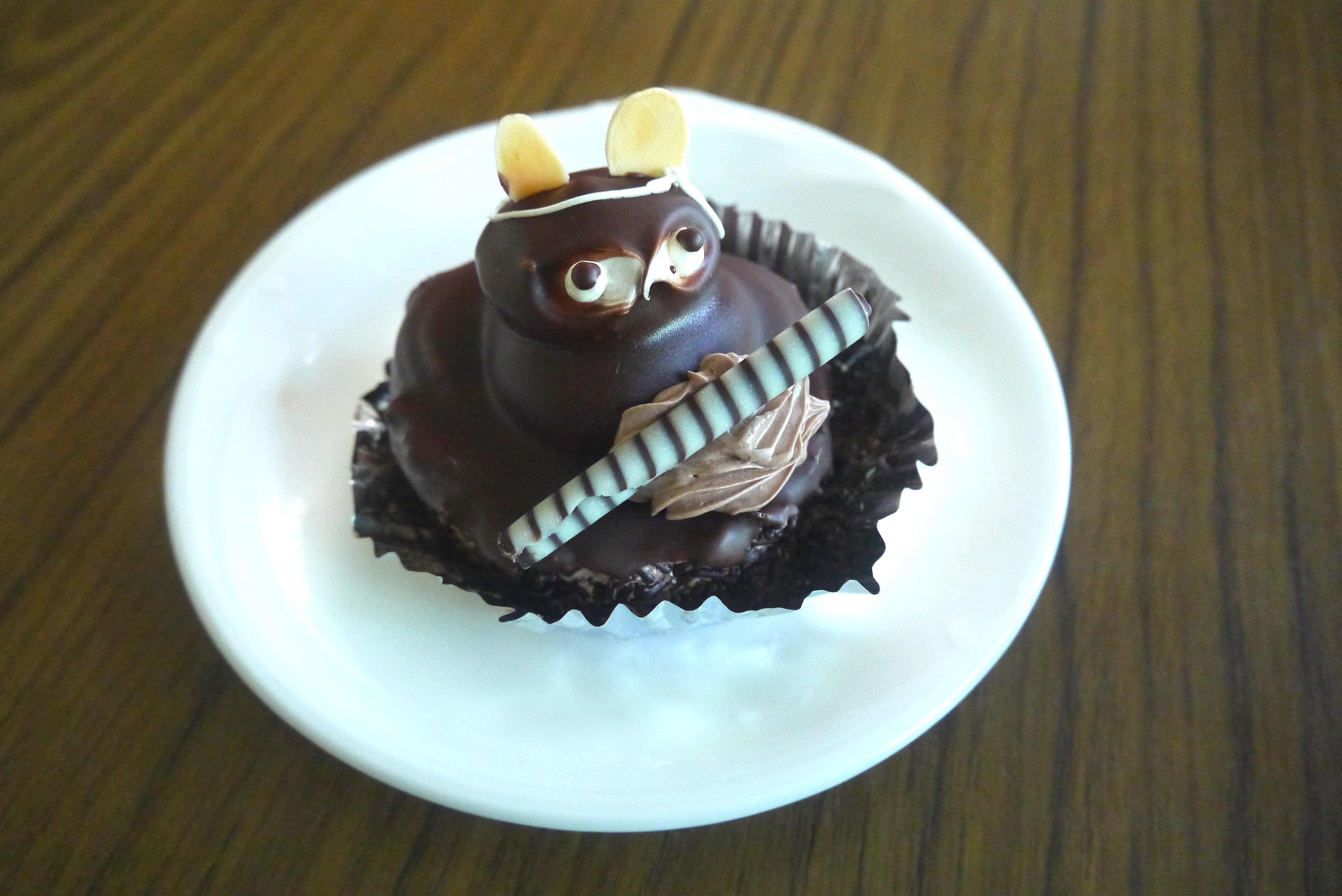
たぬきケーキ

たぬきケーキは、タヌキをデザインしたケーキのこと。スポンジケーキやタルトを土台にして、廉価なバタークリームでタヌキの顔が作られ、チョコレートでコーティングされているのが一般的である。

## 歴史
1965年（昭和40年）頃に誕生した。正確な出自は不明:57。全国に広がり、昭和40年から昭和50年頃にかけて全国に流行した:96。昭和の終わり頃まで全国の洋菓子店で作られていたが、生クリームの普及や、コンビニスイーツの台頭とともに衰退した。
テレビ番組で紹介されるなどして、全国的に人気が再燃:96。手作り感とレトロな雰囲気が魅力で、ファンが「全国たぬきケーキ生息マップ」を作成するなどして、人気のケーキとなっている。

## 名称について
店によっては、「ぽんぽこ」と名付けたり、フランス語で「ブレロ」（仏: blaireau）または英語で「バジャー」（英: badger）（どちらもアナグマを意味する）と名付けたりしている。